# Бандиты в Милане
«Банди́ты в Мила́не» (итал. Banditi a Milano) — криминальная драма режиссёра Карло Лиццани, вышедшая на экраны 29 марта 1968 года.

## Сюжет
Фильм, частично снятый в стилистике полицейского репортажа, посвящён проблеме всплеска криминального и политического насилия в Италии конца 1960-х годов, предвещавшего наступление «свинцового десятилетия».
В основе ленты лежит история банды Каваллеро, арестованной 25 сентября 1967 в Милане после получасовой погони и перестрелки с полицией.
Пьетро Каваллеро создает банду для грабежа банков ради финансирования пролетарской революции. Налётчики действуют нагло, успевая ограбить за один день два-три банковских отделения подряд, но 17-й налёт оказывается для них роковым.
Комиссар Базеви преследует грабителей, успевающих в ходе погони не только отстреливаться от полиции, но и с весёлыми шутками расстреливать из автоматов случайных прохожих.
В результате облавы все четверо бандитов пойманы, причём одного из них едва удаётся спасти от разгневанной толпы, намеревающейся его линчевать. Главарь банды, оставившей за собой в ходе погони три трупа и больше двадцати раненых, с удовольствием позирует перед журналистами. Для полноты картины захлестнувшего город насилия режиссёр вставил в фильм сцену с сожжением заживо начинающей певички, не согласной с тем, что криминальные «продюсеры» решили её проституировать.

## В ролях
- Джан Мария Волонте — Пьетро Каваллеро
- Томас Милиан — комиссар Базеви
- Дон Баки — Санте Нотарникола
- Рэй Лавлок — Донато Лопес («Туччо»)
- Эцио Санкротти — Адриано Риволетто («Бартолини»)
- Карла Гравина — нимфоманка из Лугано
- Пьеро Мадзарелла — Роальдо Пива, инвалид
- Пупо Де Лука — владелец угнанного авто
- Агостина Белли — девушка-заложница
- Ида Меда — жена Пьетро Каваллеро
- Маргарет Ли — проститутка

## Награды и номинации
Фильм, имевший большой успех в итальянском прокате, получил две премии «Давид ди Донателло» — за лучшую режиссуру и лучшее продюсирование, а в 1969 году — «Серебряную ленту» за лучший сценарий и номинации в категориях «лучшая режиссура» и «лучший актёр» (Джан Мария Волонте).
В 1968 году фильм участвовал в конкурсной программе Берлинского кинофестиваля и Каннского кинофестиваля, закрытого в связи с массовыми беспорядками во Франции.
В том же году лента получила итальянский «Золотой глобус» в категории «лучший фильм», а Джан Мария Волонте — в номинации «лучший актёр».

## Критика
Картина включена в число так называемых «100 итальянских фильмов, которые следует сохранить» (100 film italiani da salvare), хотя критики и относят фильм, ставший образцом для кровавых итальянских трэш-триллеров 1970-х годов, к продукции категории B.
Американские критики также отметили невысокое качество этой малобюджетной постановки, в которой больше суматохи, чем действия, и много циничных шуток. Тем не менее Роджер Эберт в своё время заметил, что подобные ленты, выросшие из стилистики дешевых спагетти-вестернов, способны заполнить пробел, возникший в американском кинематографе после того, как антидиффамационная лига Фрэнка Синатры (поддержанная коза нострой) добилась запрета на изображение на экране гангстеров-итальянцев.

## Комментарии
1. ↑  В США демонстрировалась под названием The Violent Four